# Faraway (Spiel)
Faraway ist ein Kartenspiel der französischen Spieleautoren Johannes Goupy und Corentin Lebrat für zwei bis sechs Mitspieler aus dem Jahr 2023. Bei dem Spiel sollen die Mitspielenden in der Rolle von Reisenden den fiktiven Kontinent Alula erkunden und damit möglichst viele Punkte zu generieren. 2023 gewann das Spiel den Swiss Gamers Award und 2024 wurde es beim französischen As d’Or in der Insiderspielkategorie als Sieger ausgezeichnet. 2025 wurde es in der deutschen Version für das Kennerspiel des Jahres nominiert.

## Thema und Ausstattung
Bei dem Spiel handelt es sich um ein Kartenspiel, bei dem die Mitspieler mit einer Kartenauslage möglichst viele Punkte generieren müssen. Dabei erkunden sie in der Rolle von Reisenden den fiktiven und sich immer wieder verändernden Kontinent Alula.
Das Spielmaterial besteht neben der Spielanleitung aus 68 Regionen-Karten, 45 Heiligtum-Karten und einem Wertungsblock. Die farbigen Karten sind bei von Maxime Morin gestaltet.

## Spielweise
Zur Vorbereitung werden die Regionen-Karten gemischt und jeder Mitspieler erhält drei Handkarten, die restlichen Karten bilden einen verdeckten Nachziehstapel. Danach werden Regionen-Karten aufgedeckt, die der Anzahl der Mitspieler sowie eine zusätzliche Karte entsprechen. Auch die Heiligtum-Karten werden gemischt und bilden einen zweiten Nachspielstapel.
Das Spiel selbst wird über acht Runden gespielt, in denen die Spieler jeweils eine Regionen-Karte auslegen. Dafür wählen alle Spieler gleichzeitig je eine Region aus und legen sie verdeckt vor sich in die Auslage rechts neben die vorher gespielte Karte. Die Karten enthalten auf der oberen Kartenhälfte jeweils eine Nummer in einem Kreis, der sie als Tages- oder Nachtkarte einordnet sowie teilweise weitere Symbole wie Hinweise oder eines der drei Naturwunder-Symbole, die für die spätere Wertung wichtig sind. Haben alle Spieler ihre Karten ausgelegt, werden diese gleichzeitig aufgedeckt. Ist die auf der Region angegebene Zahl höher als die der davor ausgelegten Karte, finden die Spieler Heiligtümer. Sie nehmen sich eine Heiligtum-Karte für die höhere Zahl sowie jeweils eine weitere Karte für bereits ausliegende Karten mit Hinweis-Symbolen.
Im abschließenden Schritt nehmen sich die Spieler nacheinander in der aufsteigenden Reihenfolge der Nummern auf ihrer ausgelegten Region je eine Karte aus der offenen Auslage in der Tischmitte, um ihre Handkarten wieder auf drei aufzufüllen; die letzte verbleibende Karte der Auslage wird aus dem Spiel genommen und die Auslage wird für die nächste Runde aufgefrischt. Zudem wählen diejenigen, die vorher Heiligtümer nehmen durften, eine der Karten aus, die sie offen in ihre Auslage legen. Die übrigen Heiligtum-Karten kommen verdeckt unter den Nachziehstapel.
Nach der achten Runde wird keine neue Karte mehr auf die Hand genommen. Nach dieser Runde kommt es zur Wertung. Dafür werden alle ausgelegten Regionen-Karten umgedreht und dann nacheinander beginnend mit der zuletzt ausgelegten Karte gewertet. Diese wird umgedreht und anhand der auf der unteren Kartenhälfte angegebenen Wertungsregeln gewertet, dabei werden nur die bis dahin aufgedeckten Karten und die Heiligtümer berücksichtigt. Danach kommt es zur Wertung der Heiligtümer. Gewonnen hat der Spieler, der am Ende die meisten Punkte hat.

## Veröffentlichung und Rezeption
Das Spiel Faraway wurde von den Spieleautoren Johannes Goupy und Corentin Lebrat entwickelt und 2023 bei dem französischen Verlag Catch Up Games mit vier verschiedenen Covergestaltungen auf Französisch sowie in einer Version auf Englisch und einer auf Englisch und Französisch veröffentlicht. Im Folgejahr erschienen Versionen auf Deutsch, Niederländisch, Italienisch, Spanisch, Polnisch, Tschechisch, Japanisch, Koreanisch und Griechisch. Weitere Versionen in den nordischen Sprachen und auf Spanisch für den lateinamerikanischen Raum kamen 2025 hinzu. Die deutschsprachige Version wurde 2024 bei Kosmos Spiele veröffentlicht.
Faraway wurde 2023 mit dem Swiss Gamers Award ausgezeichnet und 2024 beim französischen As d’Or in der Insiderspielkategorie als Gewinner gekürt. 2025 wurde es in der deutschen Version für das Kennerspiel des Jahres nominiert.
2025 erschien mit Faraway: Völker der Tiefe eine Erweiterung mit neun neuen Regionen und acht neuen Heiligtümer, die zwei neue Völker (die Führer und die Dreiäugigen) und damit weitere Wertungsmöglichkeiten ins Spiel bringt.

## Belege
1. 1 2 3 4 5 6  Spielanleitung Faraway, Catch Up Games / Kosmos Spiele 2024
2. ↑  Versionen von Faraway in der Spieledatenbank BoardGameGeek (englisch); abgerufen am 5. April 2025.
3. ↑  Faraway auf der Website des Spiel des Jahres e.V., abgerufen am 8. Juni 2025.
4. ↑  Faraway in der Spieledatenbank BoardGameGeek (englisch); abgerufen am 5. April 2025.